# Molly Moon
Molly Moon – seria książek przygodowych napisanych przez Brytyjkę Georgię Byng. W Polsce seria wydawana jest przez wydawnictwo Egmont.

## Fabuła
Bohaterką książki jest sierota, nielubiana i nieładna Molly Moon, mieszkająca w Hardwick House – najbardziej ponurym sierocińcu na świecie. Dzieci przezywają ją „Monotonka”, „Upiorne Oczy” albo „Strefa Zagrożenia”. Podczas biegu przełajowego kłóci się ze swoim najlepszym przyjacielem Rockym. Smutna i zmartwiona zaszywa się w bibliotece, gdzie w swoim ulubionym kąciku znajduje fascynującą księgę hipnotyzmu. Szybko odkrywa w sobie nowy talent. Wygrywa konkurs talentów w Briessville i z nagrodą pieniężną, księgą hipnotyzmu i mopsicą Petulą rusza na podbój Nowego Jorku, gdzie ma nadzieję znaleźć kilka dni wcześniej adoptowanego Rocky’ego. Kariera Molly układa się świetnie. Dziewczynka nie wie jednak, że na jej tropie jest już złodziejaszek, podający się za profesora, który pragnie zdobyć księgę i stać się bogaczem.
W skład serii wchodzą:
1. Niezwykła księga hipnotyzmu Molly Moon (2003), ISBN 83-237-1702-8,
2. Molly Moon zatrzymuje czas (2004), ISBN 83-237-2083-5,
3. Niezwykły dzień Molly Moon (2005), ISBN 83-237-8853-7,
4. Hipnotyczna podróż w czasie Molly Moon (2006), ISBN 83-237-2196-3,
5. Molly Moon, Micky Minus i megawysysacz myśli (2008), ISBN 978-83-237-7900-1.